# Бахрейнці
Бахрейнці — загальна назва населення Бахрейну, чисельність якого становить близько 300 тисяч чоловік.

## Мова
Бахрейнці розмовляють бахрейнським діалектом арабської мови. Розрізняють старобахрейнську мову — мову корінних жителів та новобахрейнську — мову іммігрантів.

## Релігія
Основною релігією бахренців є іслам. Переважає шиїзм.

## Історія
На архіпелазі Бахрейн на початку I-го тисячоліття н. е. з'явились араби. У VII столітті архіпелаг Бахрейн став складовою Арабського Халіфату, а у XIII столітті здобув незалежність. Після захоплення Бахрейну Іраном, арабський народ почав змішуватись із іранськими колоністами й виникла нова етнічна спільнота-бахарна.
Персів було вигнано шейхами групи аназа 1873 року. Аназа заснувала правлячу династію Бахрейну.

## Основні зайняття
Розвинуто сільське господарство, торгівля, морські промисли. Тваринництво розвинуто слабко через відсутність достатніх територій для пасовищ.
Серед сільськогосподарських культур виділяють: фінікову пальму, банани, лимони, гранати, манго, руед, трави багбір.
Поширене та є популярним рибальство, особливо серед сільського населення. Займаються і перлинним промислом та нафтовою промисловістю.

## Одяг та їжа

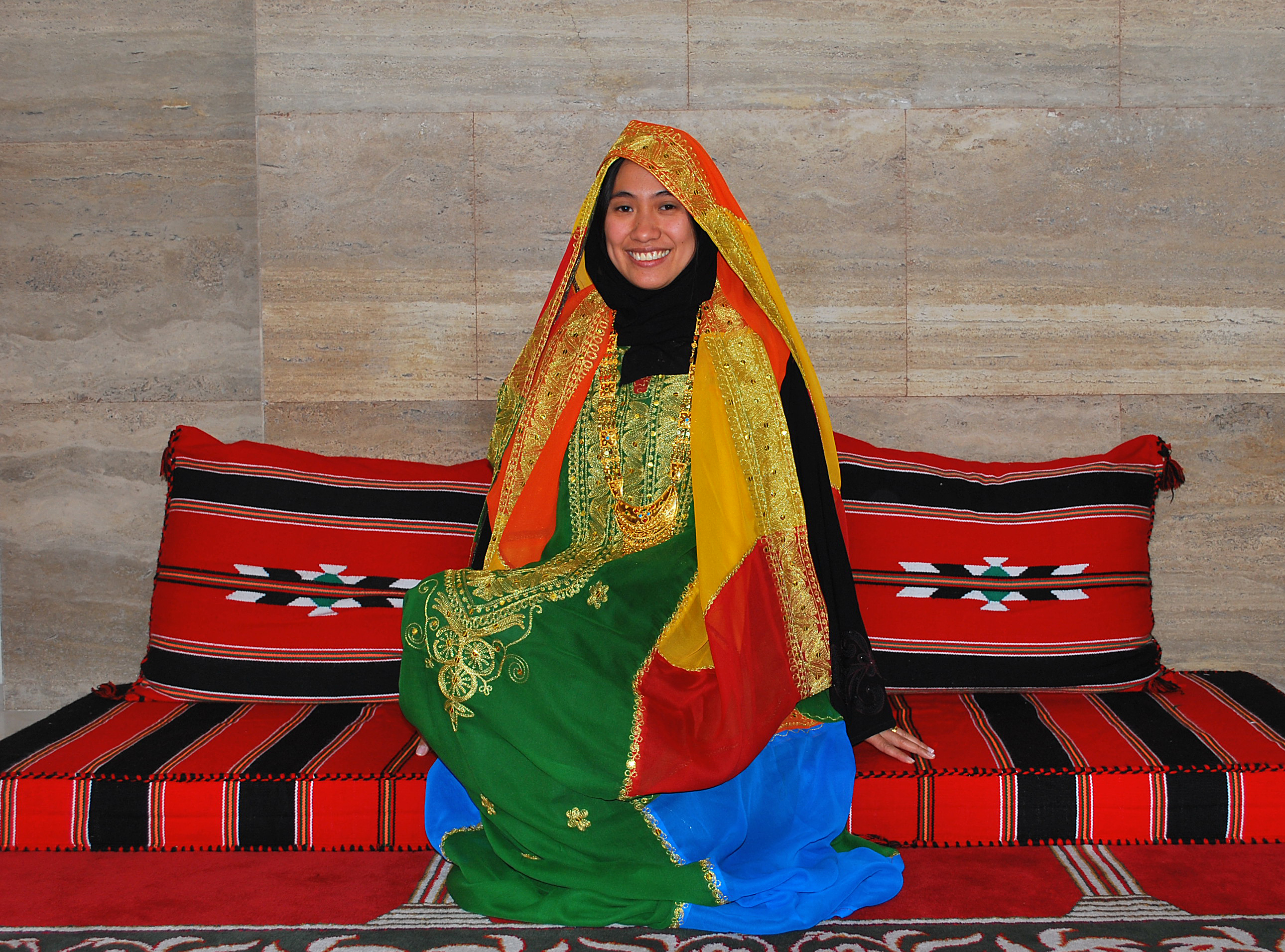
Наречена у традиційному весільному костюмі

Чоловічий костюм складається з сорочки, шаровар, сандалій та вовняного плаща (у холодну погоду). Як головний убор чоловіки використовують червону чи білу хустину з бавовняної тканини, яка утримується на голові за допомогою джуту, чи білу шапку.
Жіночий костюм дуже схожий на чоловічий, проте сорочка орнаментована вишивкою чи мережевою стрічкою.
В їжу вживають плов з рибою, фрукти, паляниці з ячмінного чи пшеничного борошна, овочі, молочні продукти.

## Шлюби
Зникає полігінія. Надають перевагу ортокузенним шлюбам, тимчасовим та обмінним.